# Lukas Dauser
Lukas Dauser (Ebersberg, 13 giugno 1993) è un ginnasta tedesco.

## Biografia

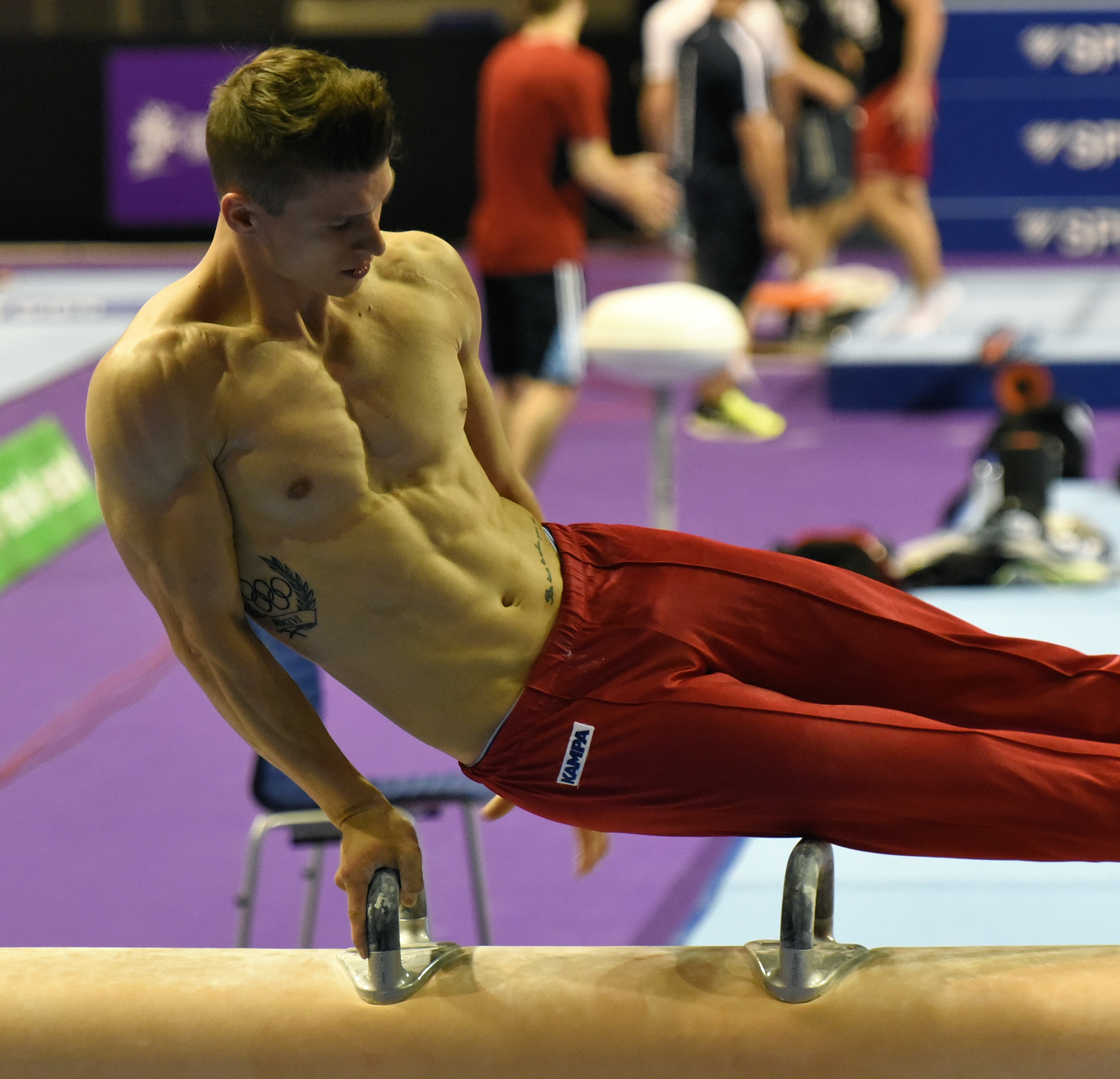
Lukas Dauser nel 2017

Ai mondiali di Nanning 2014 ha ottenuto l'ottavo posto nel concorso a squadre, con Andreas Bretschneider, Fabian Hambüchen, Philipp Herder, Helge Liebrich e Andreas Toba.
Ha rappresentato la Germania ai Giochi olimpici estivi di Rio de Janeiro 2016, dove ha concluso ottavo nel concorso generale a squadre, diciannovesimo nelle parallele e cinquantesimo negli anelli e nel cavallo con maniglie.
Agli europei individuali di Cluj-Napoca 2017 ha ottentuto l'argento nelle parallele, chiudendo la gara alle spalle dell'ucraino Oleh Vernjajev.
Agli europei individuali di Basilea 2021 è salito sul gradino più basso del podio, ad ex aequo con Christian Baumann, nelle parallele, concludendo la prova dietro al turco Ferhat Arıcan e al russo David Beljavskij.
Ha preso parte ai Giochi olimpici di Tokyo 2020, dove ha concluso diciottesimo nel concorso generale individuale, ottavo nel concorso a squadre e secondo alle parallele simmetriche.

## Palmarès
- Europei

Cluj-Napoca 2017: argento nelle parallele;
Basilea 2021: bronzo nelle parallele;